# Franco Del Mastro
Franco Del Mastro (Ancona, 1º ottobre 1942 – Ancona, 20 novembre 2008) è stato un politico italiano, sindaco di Ancona dal 1988 al 1993.

## Biografia
Laureato in economia e commercio. Sposato con Anna Elisa, ebbe una figlia, Giovanna.
Dal giugno 1970 al luglio 1971, fu consigliere comunale del comune di Falconara Marittima per il Partito Socialista Democratico Italiano.
Dal novembre 1973 al gennaio 1993 fece parte del consiglio comunale di Ancona; è stato più volte assessore alla Sanità, ai Servizi sociali, alle Finanze, Bilancio, Legale e Contenzioso, nelle giunte Trifogli e Monina. Nel 1978 passa al Partito Socialista Italiano.
Il 10 agosto 1988 fu eletto sindaco di Ancona nelle file del Partito Socialista Italiano e si dimise il 24 novembre 1992, restando in carica fino al gennaio successivo; durante il suo mandato dovette affrontare la ricostruzione post terremoto del 1972 e frana del 1982. Fu promotore della costruzione del PalaRossini e dello Stadio del Conero, oltre all'acquisizione della proprietà del Lazzaretto e dell'avvio della ricostruzione del Teatro delle Muse.
Nominato Segretario Generale della Camera di Commercio di Ancona dall'agosto 1997 al 15 dicembre 2003, dove era entrato con funzionario nel 1973.
Il 4 maggio 2002 è stato insignito del Ciriachino d'oro dal Comune di Ancona.